# NGC 248
NGC 248은 큰부리새자리에 위치한 발광 성운이다. 소마젤란 은하에 속하며, 1834년 천문학자 존 허셜에 의해 발견되었다. NGC 248은 길이가 약 60 광년, 너비가 20 광년 정도 된다.

## 같이 보기
- 신판일반목록 천체 목록